# Koh Gabriel Kameda
Pour les articles homonymes, voir Kameda et KOH (homonymie).
 (juillet 2025).
Si vous disposez d'ouvrages ou d'articles de référence ou si vous connaissez des sites web de qualité traitant du thème abordé ici, merci de compléter l'article en donnant les références utiles à sa vérifiabilité et en les liant à la section « Notes et références ».
Répertoire
Concerto pour violon de Louis Gruenberg
Koh Gabriel Kameda (亀田 光, Kameda Kō), né le 14 janvier 1975 à Fribourg-en-Brisgau, est un violoniste germano-japonais et un professeur de violon.

## Formation
Koh Gabriel Kameda est né à Fribourg-en-Brisgau, Allemagne, dans une famille de médecins. Il a commencé à jouer du violon à l'âge de cinq ans et a participé à des compétitions à l'âge de huit obtenant des premiers prix. Il a commencé à étudier avec Josef Rissin à Karlsruhe.

## Carrière
Kameda a reçu de nombreux prix dans des concours nationaux et internationaux. Il a obtenu le premier prix du Concours national allemand pour les jeunes musiciens, le premier prix du Concours international de violon Kloster Schöntal, et le premier prix du Concours international de violon “Henryk Szeryng”. En plus, il a été lauréat du Concours Eurovision des jeunes musiciens 1990 à Vienne, qui a été diffusé en direct par la télévision en Europe. Durant sa carrière, Kameda a reçu diverses récompenses dont le Music Award of the European Industry, le prix de la Jürgen-Ponto Foundation, le prix de Deutsche Stiftung Musikleben, le prix de la Baden-Württemberg Art Foundation, une bourse de la société Richard Wagner, une bourse Dora Zaslavsky-Koch, etc.
Une rencontre très importante pour Koh Gabriel Kameda ont été les concerts avec Witold Lutoslawski en 1993. Presque un an avant le décès du compositeur polonais, il a joué sous sa  direction l'œuvre Chain II, donnant lieu à un CD, dernier enregistrement du compositeur.
En 1994, il a été présenté à l'Auditorium Fredric R. Mann de Tel-Aviv, par Pinchas Zukerman comme “invité surprise”, jouant sous sa direction le concerto pour violon de Piotr Ilitch Tchaïkovski avec l'Orchestre philharmonique d'Israël.
En avril 2002, Koh Gabriel Kameda a créé au Japon le Concerto pour Violon de Louis Gruenberg accompagné par le Nouvel orchestre philharmonique du Japon sous la direction de Gerard Schwarz. Cette œuvre avait été commandée par Jascha Heifetz en 1945. Ensuite Jascha Heifetz avait joué et enregistré le concerto avec l'Orchestre symphonique de San Francisco dirigé par Pierre Monteux. Kameda est le premier violoniste après Heifetz à aborder ce concerto.
Au printemps 2006, il a fondé au Japon l'Orchestre Tokyo Chamber Philharmonic, avec lequel en mai 2006 il a réalisé, comme chef et comme soliste, la première tournée au Japon. Depuis cette année, Koh Gabriel Kameda a joué en diverses occasions avec le Tokyo Chamber Philharmonic ainsi qu'avec divers chefs invités.
En 2009, Koh Gabriel Kameda a repris le concerto de Louis Gruenberg et a joué pour la première fois cette œuvre à Mexico avec le maestro Edwin Outwater et l'Orquesta Filarmónica de la Ciudad de México.
L'année suivante, Kameda s'est consacré au concerto pour violon et orchestre du compositeur mexicain Manuel María Ponce, concerto dont le dédicataire était Henryk Szeryng, le présentant lors d'une tournée de concerts avec l'Orquesta Sinfónica del Estado de México sous la direction de Enrique Bátiz. Cette tournée s'est conclue par une présentation au Festival Internacional de Música y Danza de Grenade dans le palais de Charles Quint. Ce concert a été enregistré pour la télévision espagnole et sera publié plus tard.
Kameda a eu un poste d'enseignant à la Haute École d'art de Zurich entre 2004 et 2009. En 2010, il a été nommé à son poste actuel de professeur de violon à la Hochschule für Musik Detmold.

## Instruments
Kameda joue sur des instruments tels qu'un David Tecchler de 1715, Antonio Stradivari 1715 ex Joachim; plus récemment, il joue sur le « Holroyd » Antonio Stradivari de 1727.